# Château de Vincennes (stanice metra v Paříži)

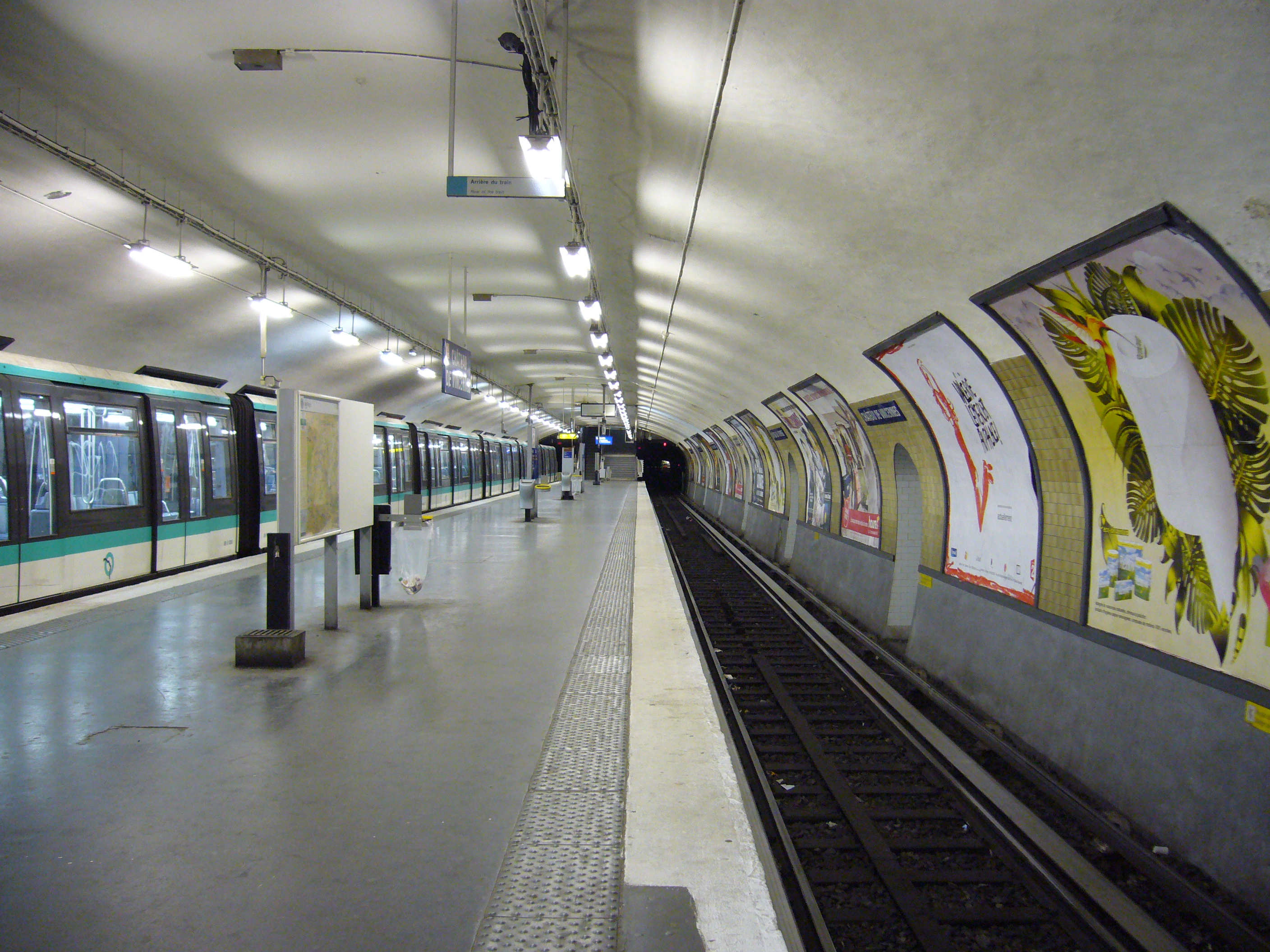
Nástupiště

Château de Vincennes je konečná stanice pařížského metra linky 1 ležící na hranicích 12. obvodu v Paříži a města Vincennes. Nachází se pod Avenue de Norget.

## Historie
Stanice byla otevřena 24. dubna 1934 při prodloužení linky 1 ze stanice Porte de Vincennes.
V rámci automatizace linky 1 byla nástupiště upravena ve dnech 25. a 26. srpna a 1. a 2. září 2008.

## Název
Stanice je pojmenována po nedalekém královském hradu Château de Vincennes.

## Zajímavosti v okolí
- Château de Vincennes je zámek ve vlastnictví Ministerstva obrany, kolem zámku jsou kasárna francouzské armády.
- Bois de Vincennes – rozsáhlý lesopark, jeho součástí je mj. botanická zahrada (Parc floral de Paris)